# Iniciativa Cívica
Iniciativa Cívica (em russo:  Гражданская инициатива; Grazhdanskaya initsiativa) é um partido político liberal russo, fundado pelo ex-Ministro da Economia russa Andrey Nechaev.

## História
Em 27 de julho de 2012 foi anunciado o início da criação do partido, durante o próximo semestre, os escritórios de representação do partido foram estabelecidos em 50 regiões. Antes disso, a limiar de membros do partido foi reduzido de 50.000 para 500, o que facilitou muito o procedimento de registro.
Em 2 de março de 2013, realizou-se o congresso constituinte do partido, no qual o manifesto do partido, resolução, regras do partido foram adotadas e um pedido de inscrição no Ministério da Justiça foi arquivado. Em 13 de maio de 2013, o partido foi registrada.
Em 30 de janeiro de 2014, o partido nomeou o ex-vice-ministro da Economia da Rússia, Ivan Starikov, como candidato a prefeito de Novossibirsk. Poucos dias antes da votação, Starikov e vários candidatos se retiraram das eleições em favor do candidato do Partido Comunista Anatoly Lokot, graças a que ele ganhou. Mais tarde, Starikov foi nomeado representante de Novosibirsk em Moscou no posto de vice-prefeito.
Andrey Nechaev participou das primárias de "My Moscow" e colecionou assinaturas para nomeação na eleição para a Duma da Cidade de Moscou em 2014 no distrito Nº 8 (distritos Voikovsky, Sokol, Koptevo , Aeroporto), não foi possível coletar assinaturas.
O candidato da Iniciativa Civil, Yuri Marlenovich Vyazov, ganhou nas eleições antecipadas de chefe do distrito de Bagansky na região de Novosibirsk, realizada em 14 de setembro de 2014, ganhando 46,62% dos votos.
O partido se opôs à fraude eleitoral, apoiou a liberdade de empreendedorismo, modernização da esfera econômica e social, foi contra a reforma da assistência médica em Moscou, defendeu a legalização da posse de armas e condenou severamente o assassinato de Boris Nemtsov.
Em 23 de dezembro de 2017, Ksenia Sobchak entrou no conselho político do partido. Ela foi nomeada como candidata para o presidente da Federação Russa pelo partido na Eleição presidencial russa de 2018.

### Conselho político
- Andrey Nechaev
- Nikolay Alexeyev
- Philipp Volodyayev
- Oleg Lozorik
- Alexander Bondar
- Valery Engel
- Ksenia Sobchak
- Svetlana Akimova
- Dmitry Nekrasov

## Resultados eleitorais

### Eleições presidenciais
| Ano eleitoral | Candidato      | Primeiro turno       | Primeiro turno  | Segundo turno        | Segundo turno   |
| Ano eleitoral | Candidato      | Nº dos votos globais | % do voto geral | Nº dos votos globais | % do voto geral |
| ------------- | -------------- | -------------------- | --------------- | -------------------- | --------------- |
| 2018          | Ksenia Sobchak | 1.238.031            | 1,7             |                      |                 |

### Eleição parlamentar
Em maio de 2016, o partido concordou com o Partido do Crescimento na indicação de uma única lista de candidatos para a Duma Federa. No final das eleições, o Partido do Crescimento ganhou menos de 5% dos votos sem ir a Duma Federal.
| Duma Federal  |                      |                 |                                |         |             |
| Ano eleitoral | Nº dos votos globais | % do voto geral | Nº dos assentos globais ganhos | +/–     | Líder       |
| 2016          | 679.030 (#9)         | 1,21            | 0 / 450                        | Estável | Boris Titov |